# Trigonoptila orthogrammaria
Trigonoptila orthogrammaria là một loài bướm đêm trong họ Geometridae.